# Boophis luciae
Espèce
Statut de conservation UICN

 LC  : Préoccupation mineure
Boophis luciae est une espèce d'amphibiens de la famille des Mantellidae.

## Répartition
Cette espèce est endémique de Madagascar. Elle se rencontre dans le parc national d'Andohahela, dans le parc national de Ranomafana, à An'Ala, à Andasibe, à Vohidrazana et à Ranomena dans l'est de l'île.

## Étymologie
Cette espèce est nommée en l'honneur de Lucia de la Riva, la fille d'Ignacio J. De la Riva.

## Publication originale
- Glaw, Köhler, De la Riva, Vieites & Vences, 2010 : Integrative taxonomy of Malagasy treefrogs : combination of molecular genetics, bioacoustics and comparative morphology reveals twelve additional species of Boophis. Zootaxa, no 2383, p. 1-82 (introduction).